# 苗圩
苗圩（1955年5月20日—），河北昌黎人。1984年9月加入中国共产党，1974年2月参加工作，合肥工业大学内燃机专业毕业，中共中央党校在职研究生学历，高级工程师；是中共第十七届中央候补委員，第十八届、十九届中央委员。曾任中华人民共和国工业和信息化部部长，中共湖北省委常委、武汉市委书记，东风汽车公司总经理。

## 简历
- 1972年到1974年在合肥市第八中学高中部上学，与后来同在国务院工作的李克强同班
- 1982年2月，在合肥工业大学内燃机专业毕业后，任职中汽公司销售服务公司
- 1991年10月，任中汽总公司生产司副司长
- 1993年11月，任机械工业部汽车工业司副司长
- 1996年8月，任机械工业部副总工程师
- 1997年9月，东风汽车公司党委书记
- 1999年2月，任东风汽车公司总经理
- 2001年7月，任东风汽车公司总经理，党委副书记
- 2005年5月，任中共湖北省委常委、武汉市委书记[1]
- 2008年3月，任工业和信息化部副部长
- 2010年12月，任工业和信息化部党组书记[2]、部长[3]
- 2020年7月31日，不再担任工业和信息化部党组书记职务[4]。8月11日，卸任工信部部长职务[5]。
- 2020年8月27日，被增补为全国政协经济委员会副主任。